# Кшиштоф Камінський
Кшиштоф Камінський (пол. Krzysztof Kamiński; нар. 26 листопада 1990, Новий-Двір-Мазовецький, Польща) — польський футболіст, воротар японського клубу «Джубіло Івата».

## Клубна кар'єра
Футболом розпочав займатися в 11-річному віці в команді КС Ломянки, у 2008 році був переведений до першої команди. Потім виступав у клубах «Нарев» (Остроленка), «Погонь» (Седльце) та «Вісла» (Плоцьк). У 2012 році перейшов до хожувського «Руху», за який дебютував 9 квітня 2013 року в поєдинку кубку Польщі проти варшавської «Легії». Протягом трьох сезонів у «Русі» зіграв у 45-и матчах, в тому числі й у 35-и матчах чемпіонату.
У 2014 році разом з «Рухом» здобув бранзові медалі чемпіонату Польщі 2013/14, завдяки чому кваліфікувався для участі в Ліги Європи УЄФА. У тому розіграші «Рух» дійшов до IV раунду кваліфікації. Камінський зіграв у 3-х матчах і не пропустив жодного м'яча.
8 січня 2015 року стало відомо, що Кшиштоф переходить до клубу «Джубіло Івата», а вже 10 січня про це повідомив офіційний сайт японського клубу. Вже за підсумками першого ж сезону, проведеного в Японії, допоміг своїй команді вийти до Джей-ліги, вищого дивізіону японського чемпіонату. У своєму дебютному сезоні зіграв 41 матч. В сезоні 2016 року Кшиштоф захищав ворота свого клубу в 20-и матчах. У травні травмував пах, через що був поза грою декілька місяців. Одужавши від травми повернувся до основоного складу й відіграв решту матчів сезону. Сезон 2017 року Камінський також розпочав у рамці «Джубіло». ЗА підсумками свого третього сезону в Японії отримав звання найкращого воротаря Джей-ліги. Камінський пропустив найменше м'ячів у вищому дивізіоні японського чемпіонату. «Джубіло» завершив сезон на 6-у місці. З початку сезону 2018 року залишався основним воротарем своєї команди.

## Кар'єра в збірній
Викликався до складу юнацької збірної Польщі U-20 та молодіжної збірної країни.

## Особисте життя
У січні 2018 року Кшиштоф одружився з Наталією Гжебович-Камінською, яка з 2015 року керує авторитетним блогом про Японію Miss-Gaijin.pl.

## Статистика виступів

### Клубна
Станом на 16 грудня 2017
| Клуб                 | Сезон             | Ліга              | Ліга  | Ліга | Кубок | Кубок | Кубок ліги | Кубок ліги | Континент. | Континент. | Загалом | Загалом |
| Клуб                 | Сезон             | Ліга              | Матчі | Голи | Матчі | Голи  | Матчі      | Голи       | Матчі      | Голи       | Матчі   | Голи    |
| -------------------- | ----------------- | ----------------- | ----- | ---- | ----- | ----- | ---------- | ---------- | ---------- | ---------- | ------- | ------- |
| «Нарев» (Остроленка) | 2009–10           | III ліга          | 6     | 0    | –     | –     | –          | –          | –          | –          | 6       | 0       |
| «Погонь» (Седльце)   | 2009–10           | III ліга          | 12    | 0    | –     | –     | –          | –          | –          | –          | 12      | 0       |
| «Вісла» (Плоцьк)     | 2010–11           | II ліга           | 30    | 0    | 1     | 0     | –          | –          | –          | –          | 31      | 0       |
| «Вісла» (Плоцьк)     | 2011–12           | I ліга            | 28    | 0    | 1     | 0     | –          | –          | –          | –          | 29      | 0       |
| «Вісла» (Плоцьк)     | Загалом           | Загалом           | 58    | 0    | 2     | 0     | –          | –          | –          | –          | 60      | 0       |
| «Рух» (Хожув)        | 2012–13           | Екстракляса       | 6     | 0    | 2     | 0     | –          | –          | –          | –          | 8       | 0       |
| «Рух» (Хожув)        | 2013–14           | Екстракляса       | 10    | 0    | 1     | 0     | –          | –          | –          | –          | 11      | 0       |
| «Рух» (Хожув)        | 2014–15           | Екстракляса       | 19    | 0    | 1     | 0     | –          | –          | 6          | 0          | 26      | 0       |
| «Рух» (Хожув)        | Загалом           | Загалом           | 35    | 0    | 4     | 0     | –          | –          | 6          | 0          | 45      | 0       |
| «Джубіло Івата»      | 2015              | Джей-ліга 2       | 41    | 0    | 0     | 0     | –          | –          | –          | –          | 41      | 0       |
| «Джубіло Івата»      | 2016              | Джей-ліга         | 20    | 0    | 0     | 0     | 0          | 0          | –          | –          | 20      | 0       |
| «Джубіло Івата»      | 2017              | Джей-ліга         | 33    | 0    | 0     | 0     | 0          | 0          | –          | –          | 33      | 0       |
| «Джубіло Івата»      | Загалом           | Загалом           | 94    | 0    | 0     | 0     | 0          | 0          | –          | –          | 94      | 0       |
| Усього за кар'єру    | Усього за кар'єру | Усього за кар'єру | 205   | 0    | 6     | 0     | 0          | 0          | 6          | 0          | 217     | 0       |